# Маликитский мазхаб
Малики́тский мазха́б (араб. المذهب المالكي‎, аль-маз̱хаб аль-ма̄ликӣ) — одна из четырёх каноничных правовых школ в суннитском исламе. Основателем является имам Малик ибн Анас.